# Гулиев, Мадат Газанфар оглы
Мадат Газанфар оглы Гулиев (азерб. Mədət Qəzənfər oğlu Quliyev; род. 27 сентября 1958) — заместитель секретаря Совета Безопасности при Президенте Азербайджанской Республики (с 2023 г.), министр оборонной промышленности Азербайджанской Республики (2019—2023), глава Службы государственной безопасности Азербайджанской Республики (2015—2019), первый заместитель министра Национальной безопасности и министра юстиции, глава пенитенциарной службы Министерства юстиции Азербайджанской Республики, генерал-полковник. Национальный герой Азербайджана (1995). Женат, отец двух детей.

## Биография
Мадат Гулиев родился 27 сентября 1958 года в Гяндже. В 1965 году здесь же пошёл в школу № 1, а в 1975 году окончил школу № 8. В 1976 году он поступил в Азербайджанский государственный институт физической культуры. В 1979 году Гулиев стал мастером спорта СССР по дзюдо, а в следующем году был призван на военную службу. В 1982 году работал в обществе «Динамо». Вскоре он начинает службу в Министерстве внутренних дел Азербайджана. 10 декабря 1993 года, несмотря на полученное пулевое ранение, не отступил и обезвредил преступников.
В 1994 году Мадат Гулиев начал работать в региональном отделе Управления по борьбе с организованной преступностью. В результате работы Мадата Гулиева ликвидированы преступные банды и рэкетирские группировки. В октябре этого же года участвовал при обезвреживании вооружённой преступной группировки.
Указом президента Азербайджанской Республики № 424 от 26 декабря 1995 года полковнику полиции Гулиеву Мадату Газанфар оглы присвоено звание Национального Героя Азербайджана.
В 1997 году Гулиев окончил Полицейскую академию Азербайджанской Республики. В 2001 году начальник Управления по борьбе с организованной преступностью, а в 2002 году начальником Управления по борьбе с наркотиками. В 2004 году полковник Мадат Гулиев назначен начальником Национального центрального бюро Интерпола в Азербайджане.
30 июня 2005 года указом президента Азербайджанской Республики № 866 присвоено звание генерал-майора. В феврале 2011 года указом президента Азербайджанской Республики назначен заместителем министра юстиции, главой пенитенциарной службы. 19 ноября 2012 года присвоено звание генерал-лейтенанта. 20 октября 2015 года распоряжением президента Азербайджанской Республики назначен первым заместителем министра национальной безопасности. 14 декабря 2015 года распоряжением президента Азербайджанской Республики генерал-лейтенант М. Гулиев назначен начальником Службы государственной безопасности Азербайджанской Республики.
Распоряжением президента Азербайджанской Республики 26 сентября 2018 года начальнику Службы государственной безопасности Азербайджанской Республики Мадату Гулиеву присвоено звание генерал-полковника. 20 июня 2019 года по распоряжению президента Азербайджанской Республики был освобождён от должности начальника Службы государственной безопасности, а другим распоряжением был назначен министром оборонной промышленности.

## Награды
- Национальный Герой Азербайджана (1995)
- Орден «За службу Отечеству» 2 степени (26 марта 2018) — за плодотворную деятельность в области обеспечения национальной безопасности и защиты национальных интересов Азербайджанской Республики[7][8]
- Орден «За службу Отечеству» 3 степени (20 ноября 2014) — за отличие при прохождении службы в органах юстиции, активное участие в развитии сфер науки, здравоохранения в системе юстиции[9]
- Медаль «За безупречную службу в органах внутренних дел» 1, 2 и 3 степеней.